# Беломестных, Юлия Владимировна
Юлия Владимировна Беломестных (род. 17 марта 1996, Новотроицк, Оренбургская область) — российская бобслеистка (разгоняющая). Бронзовый призёр чемпионата России (2017). Участница Зимних Олимпийских игр 2018 года.

## Спортивная карьера

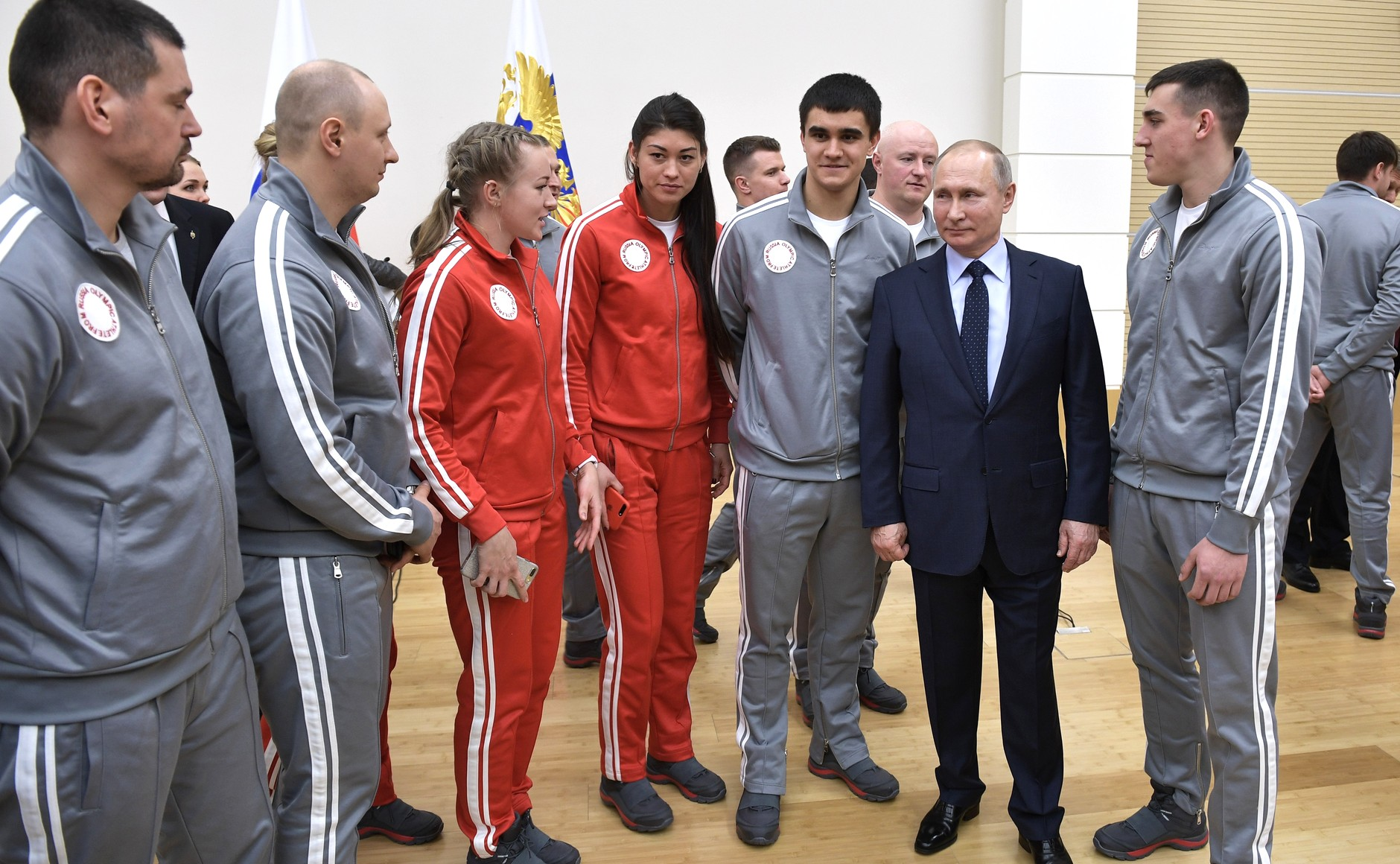
Юлия Беломестных на встрече с Владимиром Путиным (3-я слева)

Юлия Беломестных родилась 17 марта 1996 года в городе Новотроицк Оренбургской области. Окончила там школу. Занималась лёгкой атлетикой в ДЮСШ № 2 города Новотроицка под руководством тренера Алексея Ивановича Дашевского. В 2013 году на первенстве России по лёгкой атлетике среди юношей и девушек 1996—1997 годов завоевала золотую медаль в эстафете 4 по 200 м. В возрасте 19 лет переехала в Москву и начала заниматься бобслеем. Её тренерами по бобслею стали Семён Леонтьевич Макаров и Анна Леонидовна Макарова.
В феврале 2016 года на Чемпионате мира по бобслею и скелетону в австрийском Иглсе двойка Надежда Сергеева/Юлия Беломестных заняла 11-е место. В марте 2017 года на Чемпионате России по бобслею и скелетону Юлия Беломестных в паре с Любовью Черных завоевала бронзовую медаль. На Чемпионате Европы в Иглсе двойка Надежда Сергеева/Юлия Беломестных заняла 7-е место.
В феврале 2018 года представляла Россию на Зимних Олимпийских играх 2018 года в Пхёнчхане. На Олимпийских играх в Пекине 2022 Юлия заняла 9-е место в двойке (вместе с Надеждой Сергеевой).